# Mega Man (телесериал)
Mega Man (яп. メガマン: ア・ロックマン・シリーズ мэгаман: а роккуман сири:дзу) — японо-американский телевизионный мультсериал, созданный Capcom Productions, Ruby-Spears Productions, Ashi Productions и Ocean Productions по мотивам популярной серии видеоигр Mega Man. Трансляция сериала началась 11 сентября 1994 года, всего было показано 2 сезона содержащих 27 серий. Планировался 3-й сезон, но он был отменён из-за финансовых трудностей, несмотря на высокие рейтинги предыдущих серий.

## Сюжет
Доктор Лайт и Доктор Уайли — гениальные учёные в сфере робототехники, работающие вместе в лаборатории, создавая роботов-андроидов на благо человечества. В один момент, они придумали первый прототип и смогли реализовать его. Но он в итоге оказался недоработанным и разрушил лабораторию. Отключив робота и сославшись на ошибки, Доктор Лайт решает начать всё заново, но ночью Доктор Уайли похищает чертежи роботов и созданный прототип для своего плана по захвату мира. Украденный прототип он переделывает в Протомена.
Доктор Лайт создаёт ещё двоих роботов: Рока и Ролл, а также роботов-ассистентов Кат Мена (Cut Man), Айс Мена (Ice Man) и Гатс Мена (Guts Man). Ночью доктор Вайли в сопровождении  Прото Мена врывается в лабораторию и перепрограммирует 3-х роботов, чтобы те подчинялись ему. Также они похищают Рока и Ролл, чтобы перепрограммировать их тоже. Последние сбегают, обманув Вайли, после чего Рок просит доктора Лайта переделать его в боевого робота и становится Мега Меном.
Доктор Лайт создает для него робота-пса Раша, который умеет перевоплощаться в разные транспортные средства, такие как реактивная доска, водный мотоцикл т.д.
Практически во всех эпизодах, Мега Мен постоянно сражается против доктора Вайли и всегда рушит его планы.